# Parkfriedhof Neukölln

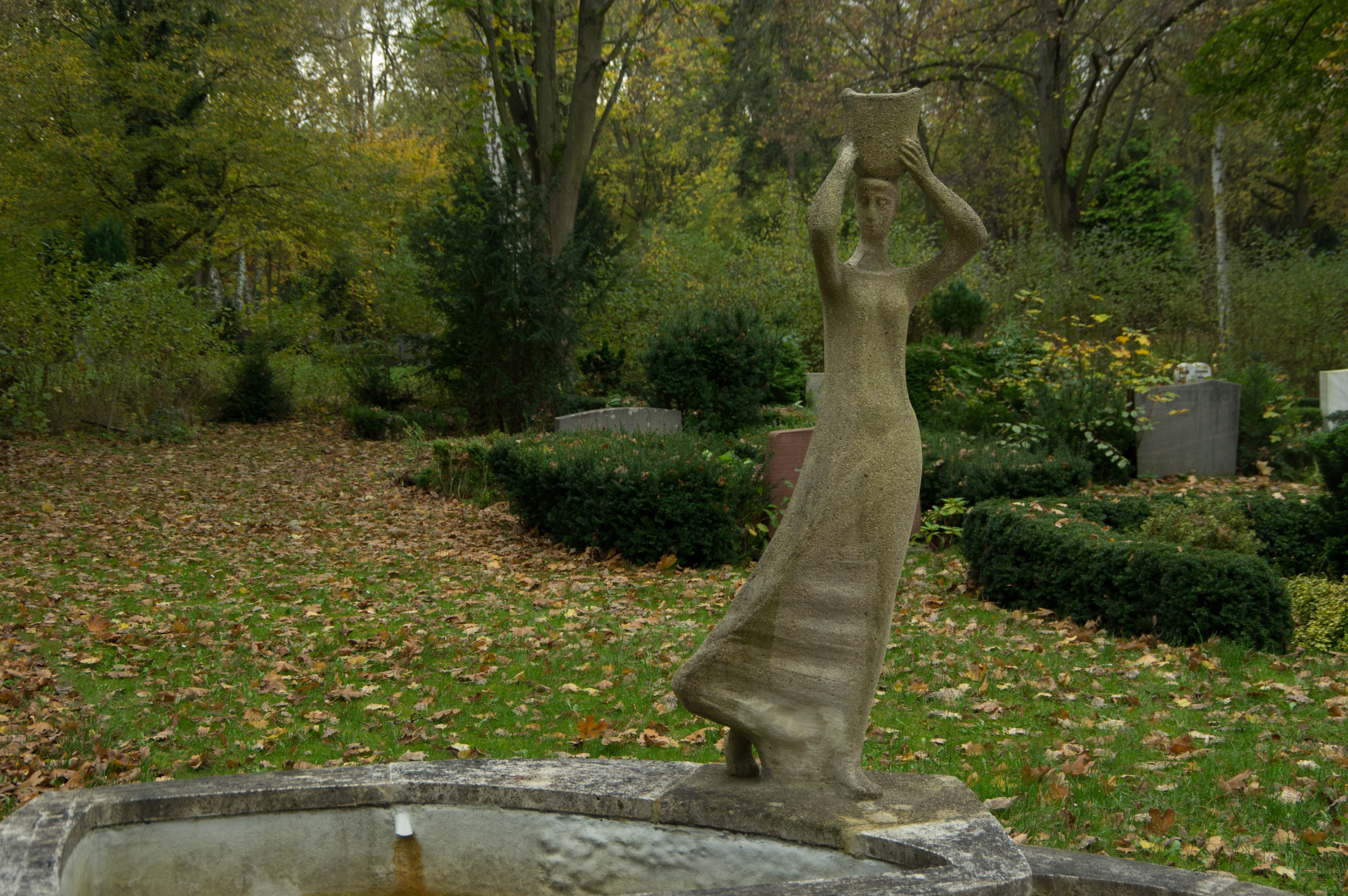
Schöpfstelle „Wasserträgerin“ von Katharina Szelinski-Singer, 1956/57

Der landeseigene Parkfriedhof Neukölln ist mit 202.180 m² der bei weitem größte Friedhof im Berliner Bezirk Neukölln.
Er wurde 1949 angelegt und zählt zu den jüngeren Berliner Parkfriedhöfen. Bemerkenswert sind die weitläufige parkähnliche Gesamtanlage, die Skulptur der Persephone von Max Kruse, ein Zierbrunnen und fünf bildhauerisch aufeinander abgestimmte Schöpfstellen mit Skulpturen.

## Lage und Parkcharakter
Der Friedhof liegt im Ortsteil Britz zwischen der Kleingartenkolonie „Zur Windmühle“ und dem Britzer Garten, der Nachnutzung der Bundesgartenschau 1985. Der Friedhof ist als Buckower Damm 148 adressiert und der Wirtschaftshof (Buckower Damm 170), für die Trauerhalle des Urnenhains kommt Leonberger Ring 54 hinzu. Das Gelände reicht teilweise in das Areal der BUGA hinein, wobei der Block 7 – unter anderem mit der Grabstelle des regional bekannten Rundfunkkommentators Hans Hertz – als umzäunte „Exklave“ im Britzer Garten liegt und in der Regel nur von Angehörigen zur Grabpflege betreten werden darf. Der Haupteingang befindet sich zurückgesetzt hinter dem Sportplatz am Buckower Damm 148 zwischen der Britzer Mühle und dem Eingang zum Britzer Garten mit der Brunnenanlage Fette Henne. Mit dem Kraftfahrzeug ist der Zugang über den Hüfnerweg zum Parkplatz möglich, von da sind es 200 Meter zum Eingang (Parkzeit drei Stunden mit Parkscheibe). Der Friedhof hat eine Einfahrt mit Sonderparkmöglichkeit und Zufahrt zur Trauerhalle (Buckower Damm 148).
Der südöstliche Bereich des Britzer Gartens gehörte zum Friedhof und schneidet den Urnenhain vom Hauptgelände ab. Der Hain hat nach seiner Separierung eine eigene Feierhalle bekommen, sein Eingang liegt westlich des Britzer Gartens am Hochspannungsweg. Auf dem Gelände der projektierten Friedhofsgärtnerei, an den Wirtschaftshof grenzend liegen die Lok-Schuppen der Parkeisenbahn (Leonberger Ring 52).

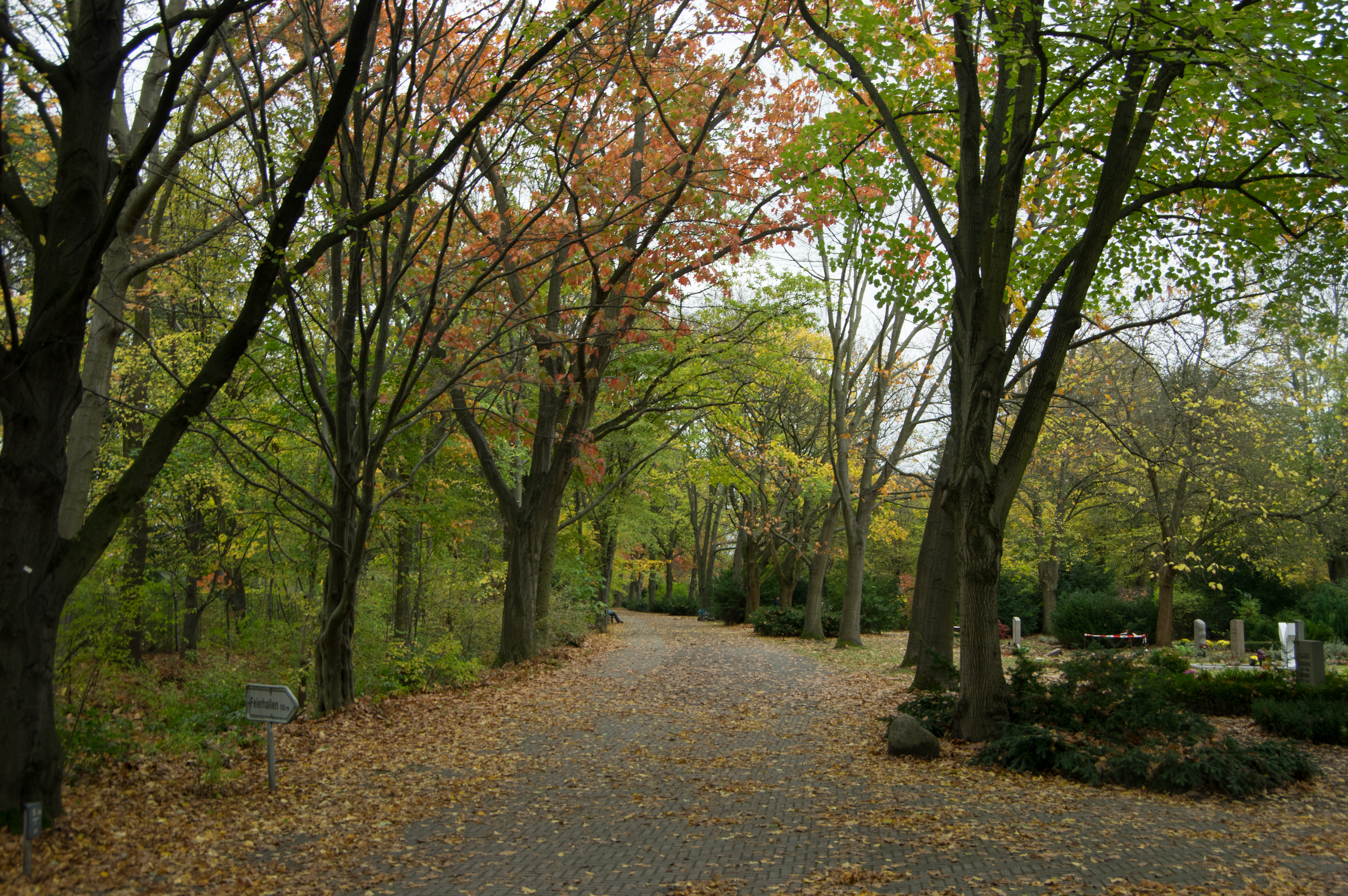
Parkcharakter mit weiten lichten Rasenflächen

## Geschichte
Die landwirtschaftlichen Flächen des Gutes Britz kamen 1924 durch den Verkauf des letzten Rittergutsbesitzers Wrede in das Eigentum der Stadt Berlin. Südwestlich der Bahnlinie war Ende der 1920er Jahre das Projekt des Flugplatzes Britz für die Deutsche Versuchsanstalt für Luftfahrt angedacht. Die Flächen wurden frei als die DVL sich für Adlershof entschieden hatte. Daraufhin wurde das Gebiet in den 1930er Jahren für Städtische Kleingartenkolonien und darin eingebettet den Hauptfriedhof Neukölln projektiert. Die vorgesehene Fläche über den Hüfnerweg (damals Lichtenrader Weg) für den Hauptfriedhof waren 63 Hektar und dazu bis an den Hochspannungsweg 7,5 Hektar für eine Friedhofsgärtnerei. Der Friedhof wurde 1949 eröffnet. Die projektierte Fläche blieb im Nordwesten für den Friedhof zunächst ungenutzt und pietätsunbelastet. Mit der BUGA 1985 wurde um vier Hektar erweitert und der übrige Teil für den Britzer Garten genutzt. Der BUGA-Abschnitt zum Eingang Buckower Damm durchschnitt das Friedhofsgelände und trennte Urnenhain vom Parkfriedhof.
In der parkähnlichen Anlage wechselt Baumbestand mit lichten Rasenflächen. Die Grabstellen sind in der Parklandschaft verteilt. Grabfreie Areale wie Wiesen geben den Eindruck eines städtischen Parks und wirken als Naherholungsgebiet. Fast vollständig vom Britzer Garten und den Kleingärten umschlossen ist der Parkfriedhof Neukölln eine ruhige innerstädtische Grünoase.

## Brunnen und Schöpfstellen
Vor dem Haupteingang steht zwischen einer modernen Metallkonstruktion mit Fahrradständern die Freiplastik Ewiger Frieden, eine Stahlarbeit der 1982 gegründeten Berliner Künstlergruppe Odious aus dem Jahr 1983. Die Künstlergruppe schuf ferner 1984 im benachbarten Britzer Garten das Werk Zeit-Wege-Zeit für die BUGA-Eröffnung und 1997/98 den Steg und seine Skulpturen im Schöneberger Natur-Park Südgelände.
Auf dem Friedhofsgelände selbst befindet sich ein bildhauerisch bedeutsames Brunnen-Schöpfstellen-Ensemble.

### Zierbrunnen
Der Zierbrunnen liegt hinter dem Haupteingang. Das Wasserspiel aus dem Jahr 1984 besteht aus einem großen und zwei kleineren vorgelagerten halbkreisförmigen Becken aus Naturstein. Auf dem hinteren Rand des oberen Beckens erhebt sich eine Platte mit einem offenen Bogen, die mit den Halbkreisen der Becken harmoniert. Aus der Platte fällt Wasser in einem dünnen Strahl in das große Becken. Über eine Kaskade fließt es weiter in eines der darunterliegenden Bassins. Das kleinste Becken füllt sich über einen wasserspeienden bronzenen Fischkopf gleichfalls aus dem Hauptbecken.
Die Gesamthöhe der Brunnenanlage beträgt zwei, die Gesamtlänge vier und die Gesamtbreite zweieinhalb Meter. Der Entwurf stammt von Klaus-Michael Jopke.

### Schöpfstellen
Rund 30 Jahre älter als der Zierbrunnen sind fünf Schöpfstellen, die über das gesamte Areal verteilt und bildhauerisch weitgehend aufeinander abgestimmt sind. Motive bilden eine Frauengestalt und vier Tierfiguren.

#### Schöpfstelle Eule
Die 3,00 Meter lange, 2,50 Meter breite und 1,80 Meter hohe Anlage besteht aus zwei gegeneinandergesetzten ovalen Becken mit einer schmalen spitzen Erhebung an ihrer Nahtstelle. Auf der Erhebung thront eine Eulenfigur, die wie die gesamte Anlage aus Kunststein gearbeitet ist. Das Werk, dessen Künstler unbekannt ist, stammt wahrscheinlich aus dem Jahr 1956/57.

#### Schöpfstelle Wasserträgerin

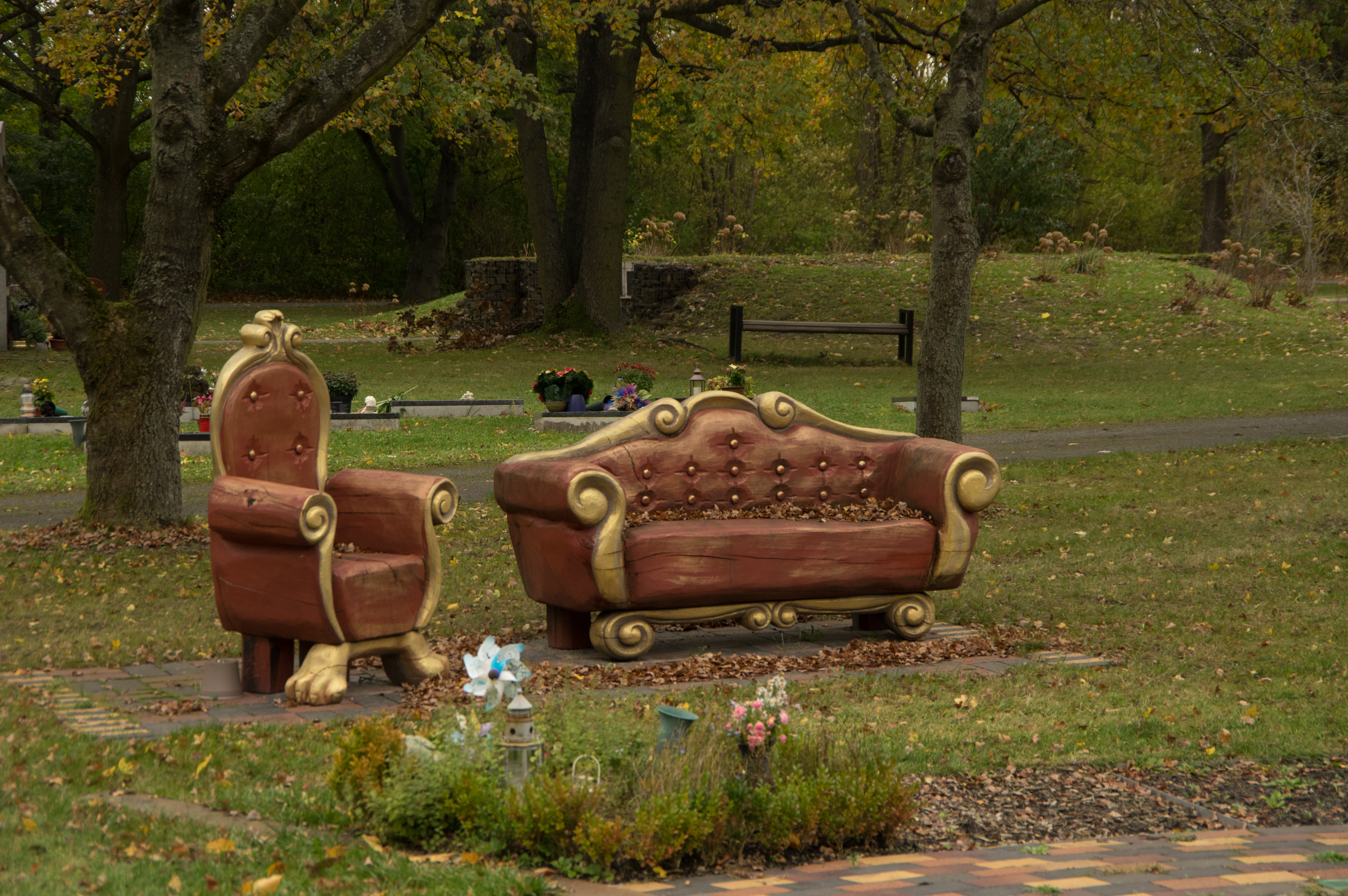
Kunst im Parkfriedhof

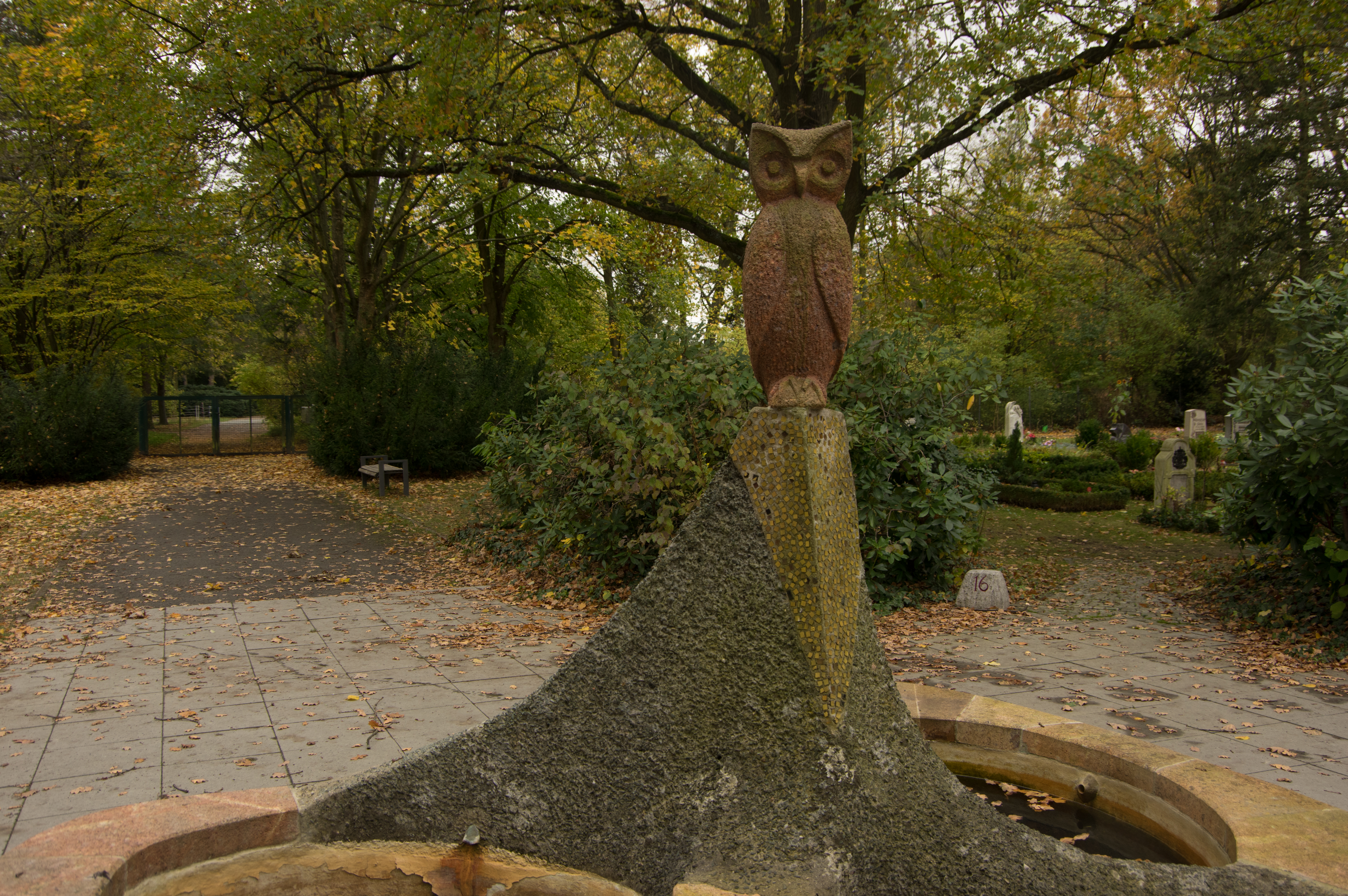
Schöpfstelle Eule

Aus dem gleichen Jahr 1956/57 stammt die Anlage Wasserträgerin der Bildhauerin Katharina Szelinski-Singer. Eine schwungvoll ausschreitende Frauenfigur trägt auf dem Kopf einen Wassereimer, den sie mit beiden Händen hält. Die Figur krönt zwei Becken mit Travertinabdeckungen, die in der Höhe leicht abgestuft ineinandergesetzt sind. Die Länge des Gesamtwerks beträgt 2,50 Meter, die Breite gleichfalls 2,50 Meter und die Höhe 1,80 Meter. Von Katharina Szelinski-Singer stammt auch die Trümmerfrau im Volkspark Hasenheide. Dass bei diesem Werk abweichend von den übrigen Tiermotiven eine Frauengestalt gewählt wurde, ist sehr wahrscheinlich der Tatsache geschuldet, dass Katharina Szelinski-Singer in ihrem künstlerischen Leben fast ausschließlich Frauenfiguren und Frauenköpfe modelliert hat.

#### Schöpfstelle Reiher
Auch die Schöpfstelle Reiher zeigt zwei halbkreisförmige Becken, die an ihren flachen Seiten gegeneinander gesetzt sind. In der Mitte erhebt sich die Figur eines Reihers. Der Künstler und das Erstellungsjahr sind unbekannt, wahrscheinlich stammt auch dieses Werk aus der Zeit um 1956/57.

#### Schöpfstelle Fisch
Dieses Werk unterscheidet sich in seiner Gestaltung wesentlich von den übrigen Schöpfstellen. Es zeigt statt der halbrunden Formung zwei sichelförmige Becken und weist – abgesehen von der Andeutung einer Flosse – keine aufgesetzte Figur auf. Der Brunnen wirkt als einziger ohne figürliche Darstellung durch seine abstrakte Form. Die Form der Schöpfstelle erinnert an das Fischsymbol der Urchristen, ein heute noch genutztes religiöses Symbol, das auf einem Friedhof und in den Nachkriegsjahren vielleicht für die Rückbesinnung auf die ursprünglichen christlichen Werte stehen sollte. Als reine Tierdarstellung betrachtet reiht sich der Fisch aber auch gut in die anderen Themen des Brunnen-Zyklus ein.
Der Brunnen entzieht sich einer eindeutigen und einfachen Interpretation. Die Rückseite des größeren Bassins setzt sich über den Beckenrand nach oben fort und bildet ein gewölbtes Dreieck mit einem Loch aus. Das zweite Becken hat der Künstler hier im Gegensatz zu den anderen Schöpfstellen nur angedeutet und als spitz zulaufende Sichel angehängt. Das Dreieck kann als Rückenflosse oder als Kopf des Fisches mit dem Loch als Auge gelesen werden. Das mit Kalkstein abgedeckte und geschlossene Becken wäre dann als Schwanzflosse des christlichen Fischsymbols zu deuten.
Die Länge der Kunststeinarbeit beträgt 3,00 Meter, die Breite 1,50 Meter und die Höhe 1,30 Meter. Bildhauer war wahrscheinlich der spätere Bremer Akademie-Professor Gerhart Schreiter (1909–1974, 1953 Cornelius-Preis in Düsseldorf), das Erstellungsjahr vermutlich 1956/57.

#### Schöpfstelle Auerhahn
Diese Arbeit folgt dem Gestaltungsprinzip der übrigen Schöpfstellen nur bedingt. Die Arbeit besteht lediglich aus einem und im Vergleich flachen und fast rechteckigen Becken aus Kunststein mit Muschelkalkabdeckung. Auf die kürzere Seite des Beckenrandes ist eine schmale hohe Stele gesetzt, die oben schräg abgeflacht ist und auf der Spitze die Figur eines Auerhahns trägt. Auch dieses Werk, das im separaten Urnenhain liegt, stammt wahrscheinlich aus den Jahren 1956/57. Die Bildhauerin war vermutlich Annemarie Haage. Die Maße liegen bei 3,00 Meter in der Länge, 1,50 Meter in der Breite und 2,70 Meter in der Höhe.

## Persephone von Max Kruse

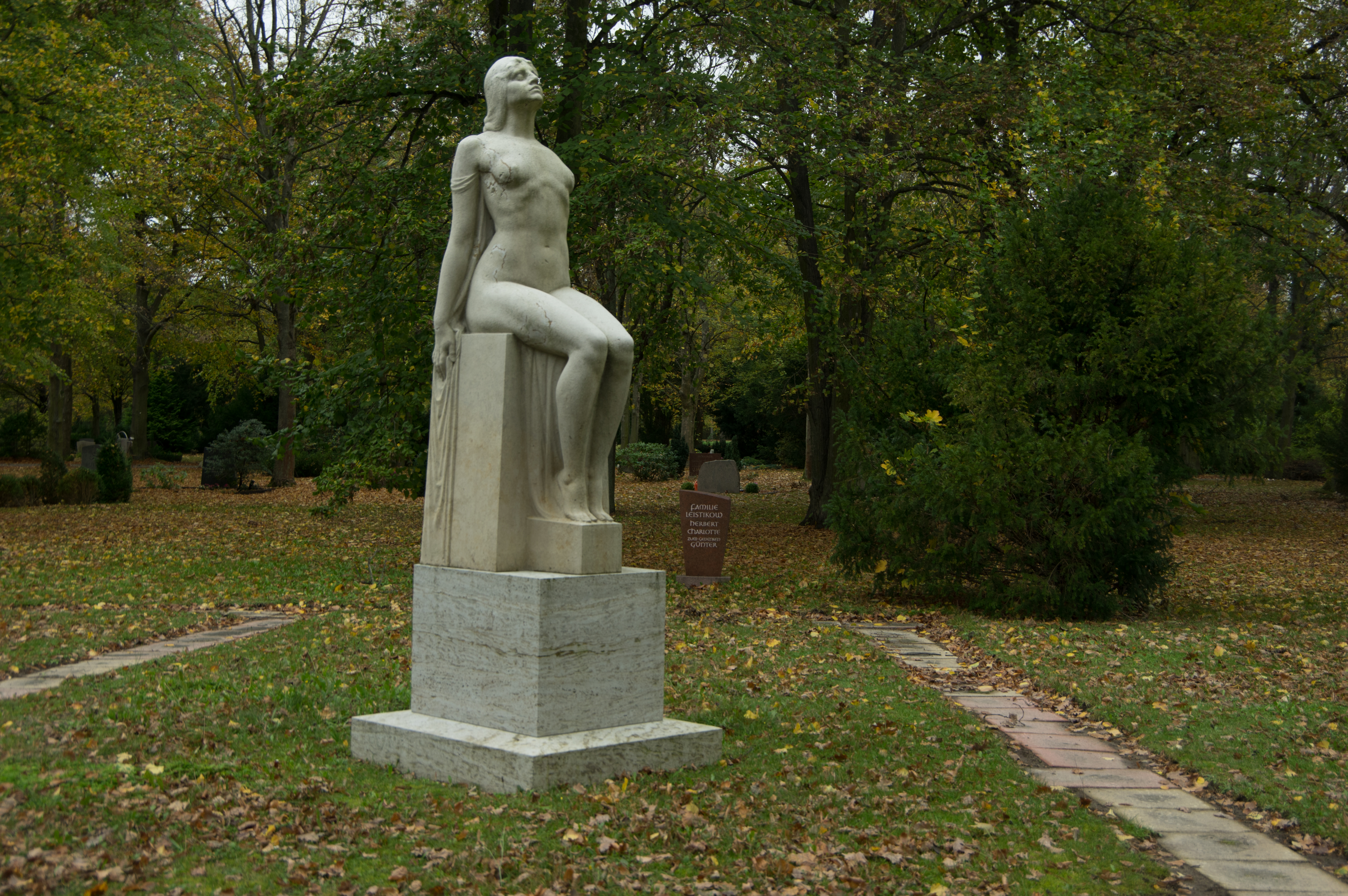
Persephone von Max Kruse, wahrscheinlich von 1890

Westlich der Feierhalle befindet sich eine monumentale Sitzfigur des Bildhauers Max Kruse. Die vier Meter hohe Sandsteinfigur stellt die griechische Toten-, Unterwelt- und Fruchtbarkeitsgöttin Persephone dar und kam 1958 in den Parkfriedhof.
Über das Entstehungsdatum liegen unterschiedliche Angaben vor. Während Stefanie Endlich sie in ihrem Buch über Skulpturen und Denkmäler 1890 als Entstehungsjahr angab, wurde das Werk bei „Bildhauerei in Berlin“ auf 1911 bis 1916 datiert. Danach gehörte die Skulptur zu den letzten plastischen Arbeiten Kruses und befand sich in der Villa Arnhold am Wannsee. Der Kohlenkönig und Kunstmäzen Eduard Arnhold hatte seinen direkt neben der Liebermann-Villa gelegenen Garten mit Skulpturen aus seiner umfangreichen Kunstsammlung geschmückt, darunter wahrscheinlich der Persephone.

## Ehrengräber, Persönlichkeiten

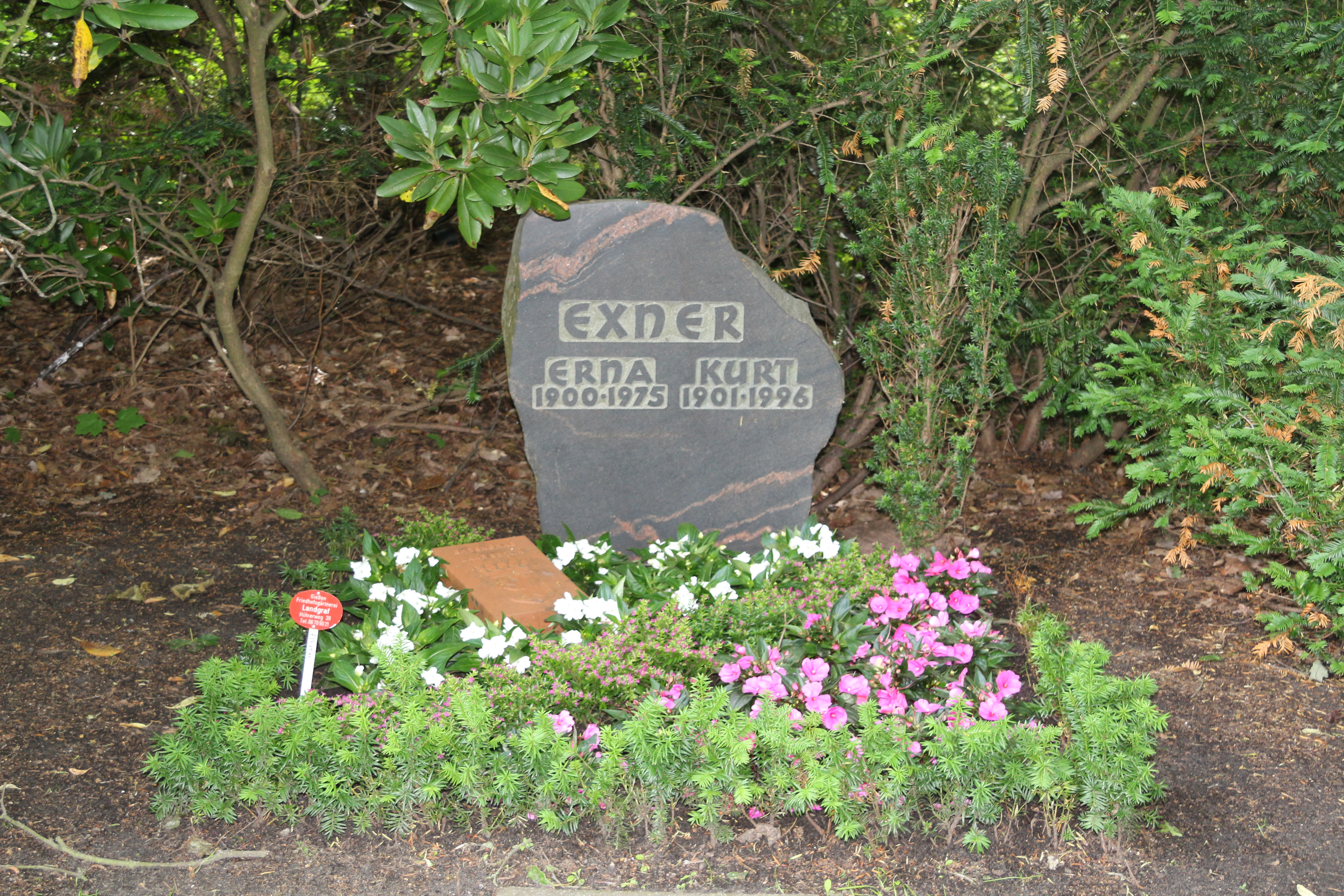
Ehrengrab für Kurt Exner

Im Gegensatz zu vielen Berliner und auch Neuköllner historischen Friedhöfen verfügt der Parkfriedhof über keine nennenswerten Grabdenkmäler. Es gibt noch ein Ehrengrab auf dem Friedhof. Dieses befindet sich als Exklave im Britzer Garten. Es ist das Grab von Kurt Exner, Bezirksbürgermeister Neuköllns für die SPD, Industriekaufmann, und Stadtältester. Weitere Ehrung für Kurt Exner sind die Kurt-Exner-Straße im Pankower im Ortsteil Prenzlauer Berg.
Folgende Persönlichkeiten liegen auf dem Parkfriedhof:
- Theodor Görner, Widerstandskämpfer gegen den Nationalsozialismus, „Gerechter unter den Völkern“
- Willy Großmann, Stadtältester, Kommunalpolitiker, Widerstandskämpfer gegen den Nationalsozialismus
- Ella (Johanna Hedwig Luise) Kay, Kommunalpolitikerin, Stadtälteste, Widerstandskämpferin gegen den Nationalsozialismus; weitere Ehrung: Ella-Kay-Straße in Pankow
- Walter Nicklitz, Architekt, SPD-Stadtrat, Stadtältester; weitere Ehrung: Walter-Nicklitz-Promenade in Berlin-Gesundbrunnen
- Hans Hertz, Rundfunkkommentator (Block 7 im Britzer Garten)